# Mariko Okamoto
Mariko Okamoto (japonès: 岡本真理子)  (Osaka, 28 de desembre de 1951) va ser una jugadora de voleibol japonesa que va competir durant la dècada de 1970.
El 1972 va prendre part en els Jocs Olímpics de Múnic, on guanyà la medalla d'or en la competició de voleibol. Quatre anys més tard, als Jocs de Mont-real, guanyà la medalla d'or en la mateixa prova.
En el seu palmarès també destaca una medalla d'or al Campionat del Món de voleibol de 1974.